# Саломе
Вижте пояснителната страница за други значения на Саломе.
Саломе (на гръцки: Σαλώμη) е царица на Халкида и Малка Армения от династията на Иродиадите.
Родена е около 14 година и е дъщеря на Ирод II и Иродиада, син и внучка на царя на Юдея Ирод Велики. Майка ѝ с развежда и се омъжва повторно за брата на първия си съпруг, Ирод Антипа. Саломе е женена за Ирод Филип II, а след смъртта му през 34 година – за Аристобул Халкидски, който е поставен от римляните за владетел на Халкида, а след това и на Малка Армения.
Саломе умира между 62 и 71 година.
С известната от историческите източници Саломе традиционно се идентифицира споменатата в Новия завет дъщеря на Ирод Антипа, участвала в убийството на Йоан Кръстител. Тези библейски сцени са многократно интерпретиран сюжет в популярната култура.